# Karolína Kopíncová
Karolína Kopíncová (* 18. března 1998) je česká modelka a Miss Czech Republic 2020.
Pochází z Vrbna pod Pradědem. Studuje[kdy?] Mediální studia a žurnalistiku v kombinaci s Environmentálními studii na Masarykově univerzitě v Brně. V budoucnu by chtěla být moderátorkou zpravodajství.

## Modeling
Svoji modelingovou kariéru začala při studiu na střední škole v Ostravě, kde předváděla svatební šaty. V roce 2020 vyhrála soutěž Miss Czech Republic 2020, a dostala tak příležitost reprezentovat Česko na světové Miss World. Kde se dostala mezi TOP12 a po 16 letech přivezla zpět do země z Miss World velký úspěch. Uspěla také v podsoutěžích Miss World, a to TOP13 v Top Model Challenge a TOP10 v BWAP challenge, kde zabodovala s jejím vlastním charitativním projektem. Založila Nadační fond Krok do života, který pomáhá dětem z dětských domovů.